# Завадка (Мукачівський район)
Зава́дка — село в Україні, у Мукачівському районі Закарпатської області. Назва села походить від угорського словосполучення (запозиченого зі слов'янських мов) «на воді», « за рікою». Хоча, ймовірніше, назва селу була дана місцевими русинами-українцями — Заводка (за водою), при записі ж назви угорцями позначилася їхня проблема позначення літер «о» і «а».

## Географія
Селом протікає річка Бескід, ліва притока Латориці. Поруч з селом знаходиться село Верб'яж та відомий Верецький перевал.
27.8.2022 загинув у війні добровольник,герой,воїн ІВАН ДОВГІНКА ,який залишився у серцях кожного жителя с.Завадка 

## Історія
Вперше село під назвою «Завадка» згадується в літописах у 1630 році.
У 1630 році — назва Zavodka, у 1641 — Zavatka, 1773 — Zavatka, Zawotka, 1808 — Zavádka, 1913 — Rákócziszállás, 1889 — Rákócziszállásk.
У 1641 році назва змінюється на «Заватка» (угор. Zavatka). У 1773 році назва села змінюється на «Завотка» (угор. Zawotka). Потім у 1889 році село отримало нову угорську назву «Ракоцісаль» (угор. Rákócziszállás). Назву було змінено на знак знаменитого заклику до повстання та визволення угорського народу, який було проголошено Франциском Ракоці II саме у Завадці, а не в Угорщині. З 1913 року назва села має сучасне звучання «Завадка».
На 1910 рік у селі проживало 790 жителів (646 русинів, 134 німці, 10 угорців). До тріанонського договору Завадка належала до угорського графства Березька жупа, потім село перейшло під управління Чехословаччини. У 1938-39 роках східний регіон Чехословаччини став невеликою незалежною республікою Карпатська Україна.
У 1939 році Угорщина окупувала республіку. 17 березня 1939 на третій день окупації Карпатської України мадярські жандарми гнали на перевал через села Нижні Ворота, Верб'яж, Завадку колони полонених, переважно галичан — вояків Карпатської Січі і передали їх польській прикордонній службі, яка розмістила полонених у підвалах своїх казарм. Наступного дня, 18 березня 1939 до сходу сонця полонені були розділені на колони, відконвойовані вліво і вправо від перевалу по лінії кордону приблизно на півтора-два кілометри і розстріляні на закарпатській стороні над селами Нова Розтока і Верб'яж, та між селами Петрусовицею, Жупанами і Лазами. Число розстріляних, за оцінками свідків, становило 500—600 полонених.
З 1945 року після приєднання Закарпаття до УРСР Завадка як село була адміністративно приєднана та закріплена у Воловецькому районі УРСР.
З кінця 1991 року після референдуму про незалежність Завадка входить до Воловецького району Закарпатської області України.

## Присілки
Перешир
Перешир - колишнє село в Україні, в Закарпатській області.
Обєднане з селом Завадка
Згадки:  1648: Peresziro, 1773: Peresirova, Pereszirova, 1808: Pereszirova, Peresyrowá, 1851: Pereszirova, 1873: Pereszirova, 1888: Pereszirova

## Населення
Згідно з переписом УРСР 1989 року чисельність наявного населення села становила 1058 осіб, з яких 514 чоловіків та 544 жінки.
За переписом населення України 2001 року в селі мешкали 1082 особи.

### Мова
Розподіл населення за рідною мовою за даними перепису 2001 року:
| Мова       | Відсоток |
| ---------- | -------- |
| українська | 99,91 %  |
| російська  | 0,09 %   |

## Церква Покрови Пресвятої Богородиці (1861)
Перша згадка про давню дерев'яну церкву Введення записана в 1692 р. У 1733 р. в селі була дерев'яна церква св. духа з трьома дзвонами. Частиною села є колись окреме поселення Пересирова, де в 1755 р. був свій священик і дерев'яна церква, збудована за кілька років до того.
Відомо, що будівництво теперішньої мурованої базилічної церкви переривалося на 10 років, оскільки не вистачило матеріалів, які забезпечував граф Шенборн. Церкву посвятили в 1856 р., а також на початку 1870-х років. Старий іконостас зберігався до середини 1890-х років, після чого поставили новий, а більшість старих образів передали в Абранку. Підлога була вимощена тесаними кам'яними плитами, з яких пізніше зробили огорожу, а підлогу залили бетоном. Удруге церкву посвятили 1905 р. Спочатку споруда була вкрита шинґлами, а в 1910 р. її перекрили бляхою. Чотири давні дзвони зняли для військових потреб у Першу світову війну. У 1921 р. купили нові дзвони.
Недавно місцевий художник Василь Шагур вимурував каплицю, виготовив розп'яття, а куратор Василь Риблян взявся за будівництво надбрамної дзвіниці, нижній ярус якої буде мурований, а верхній — дерев'яний.

## Туристичні місця
- храм Покрови 1861р
- 14 червня 1703 року тут відбулася зустріч Ференца ІІ Ракоці з куруцами (близько 500 осіб).